# Håndbold under sommer-OL 1976
Håndbold under Sommer-OL 1976 afholdtes i Montreal, Canada fra 18. juli til 28. juli 1976. Der deltog tolv herrehold og seks kvindehold. Herrernes turnering blev vundet af Sovjetunionen, mens kvindernes turnering blev vundet af Sovjetunionen.

## Placeringer

### Mænd
| Plads  | Hold            |
| ------ | --------------- |
| Guld   | Sovjetunionen   |
| Sølv   | Rumænien        |
| Bronze | Polen           |
| 4.     | Vesttyskland    |
| 5.     | Jugoslavien     |
| 6.     | Ungarn          |
| 7.     | Tjekkoslovakiet |
| 8.     | Danmark         |
| 9.     | Japan           |
| 10.    | USA             |
| 11.    | Canada          |
| 12.    | Tunesien        |

### Kvinder
| Plads  | Hold          |
| ------ | ------------- |
| Guld   | Sovjetunionen |
| Sølv   | DDR           |
| Bronze | Ungarn        |
| 4.     | Rumænien      |
| 5.     | Japan         |
| 6.     | Canada        |